# Alnöit

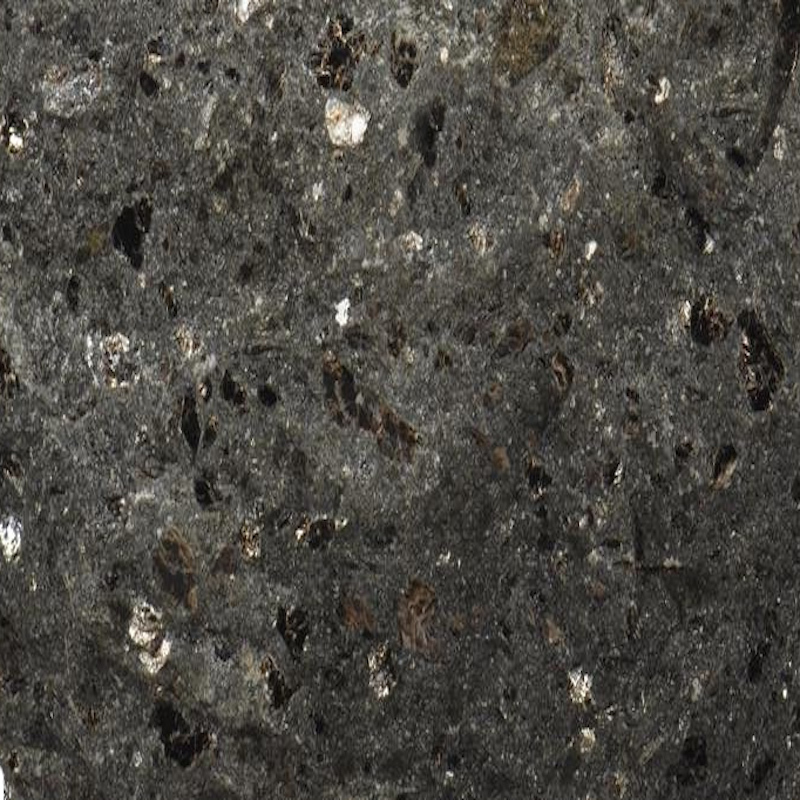
Alnöit von der schwedischen Insel Alnö (locus typicus)

Alnöit ist ein Lamprophyr, der zur Gruppe der alkalisch-ultrabasischen Ganggesteine gehört. Die wesentlichen Minerale sind Melilith und Biotit mit Augit, Olivin und Apatit als Accessorien.
Das magmatische Gestein Alnöit ist ein ultramafischer Lamprophyr mit einer dichten, feinkörnigen Matrix mit Einsprenglingen von Phlogopit-Biotit, Olivin und Augit in einer (oft zu Calcit gealterten) Melilith-Grundmasse, Augit und/oder Biotit mit geringen Mengen Perowskit, Granat und Calcit. Die Farbe ist je nach Variante dunkelgrau, grüngrau, grünbraun oder grünschwarz, in der Verwitterung oft blaugrau. Alnöit ist ein insgesamt schweres, zähes und sehr hartes Gestein. Das Typmaterial stammt von der Insel Alnö, Westnorrland in Schweden.
Alnöit wurde erstmals bei Näset in einem 16 m breiten Gang entdeckt: Ein blauschwarzer, ultramafischer Lamprophyr mit einer dichten, feinkörnigen Matrix mit den charakteristischen Einsprenglingen von schwarzglänzendem Biotit (Phlogopit). Dieser Gang (Typlokalität) hat ein Alter von ca. 570 Mio. Jahren und ist ein geschütztes Naturdenkmal.

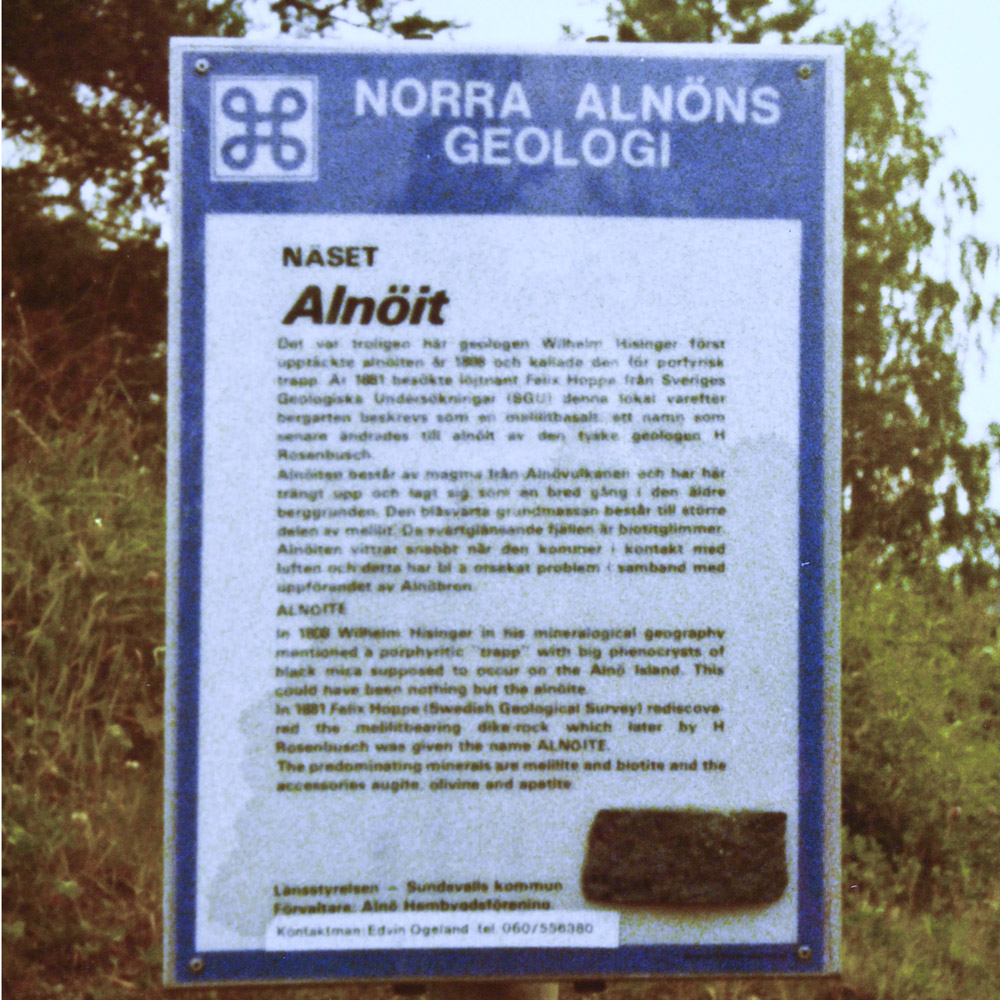
Hinweisschild auf Insel Alnö

Im Jahr 1808 erwähnte Wilhelm Hisinger in seiner mineralogischen Geographie einen porphyrischen "Trapp" mit großen Phänokristallen aus schwarzem Glimmer, der auf der Insel Alnö vorkommen sollte. Dies könnte nichts anderes als der Alnoit gewesen sein. 1881 entdeckte Felix Hoppe (Schwedischer Geologischer Dienst) das melilithhaltige Deichgestein wieder, das später von H. Rosenbusch den Namen Alnöit erhielt.

## Referenzen
- https://www.mineralienatlas.de
- https://skan-kristallin.de/schweden/gesteine/gesteinsdarstellung/ganggesteine/alnoe/geologiska_lokaler.pdf